# Arcy-Sainte-Restitue
Arcy-Sainte-Restitue är en kommun i departementet Aisne i regionen Hauts-de-France i norra Frankrike. Kommunen ligger  i kantonen Oulchy-le-Château som ligger i arrondissementet Soissons. År 2022 hade Arcy-Sainte-Restitue 398 invånare.

## Befolkningsutveckling
Antalet invånare i kommunen Arcy-Sainte-Restitue
Referens: INSEE